# Pieve Corena
Pieve Corena is een plaats (frazione) in de Italiaanse gemeente Verucchio.